# Il Cittadino
Il Cittadino (em Português O Cidadão) é um jornal italiano, sendo o mais conhecido na cidade e província de Lodi.

## História
Fundado em 1890 como revista dos católicos lodigianos. Em 1989 quando Lodi e seu território passaram a província, a revista passou ser um jornal diário de segunda a sexta e com uma edição única, para sábado e domingo. É a partir desta época, que a Redação decidiu juntar o sub-título Cotidiano de inspiração católica.
A primeira página é, praticamente, o sumário do jornal; do que trata sobre política, crónica local, imigração e cultura. Sendo propriedade da Cúria de Lodi, no número de sábado/domingo é publicada uma ampla agenda dos acontecimentos e manifestações religiosas de toda a semana. São publicadas semanalmente entrevistas aos estrangeiros residentes no território.
Em 2007 chegaram ser publicadas, mais ou menos, 16.000 cópias por dia, com uma média de 2 leitores por cada cópia vendida.
É vendido também em alguns pontos turísticos de montanha (Piemonte, Trentino-Alto Adige e Valle d'Aosta) e também na Romanha, e em Pesaro para acompanhar melhor os seus leitores nos dias de férias.

## Difusão
| Ano  | Cópias vendidas |
| ---- | --------------- |
| 2007 | 16.000          |